# 天成 (後唐)
天成（てんせい）は、五代の第2の王朝である後唐において李嗣源の治世で用いられた元号。926年4月 - 930年2月。

## 西暦・干支との対照表
| 天成 | 元年  | 2年   | 3年   | 4年   | 5年   |
| 西暦 | 926年 | 927年 | 928年 | 929年 | 930年 |
| 干支 | 丙戌  | 丁亥  | 戊子  | 己丑  | 庚寅  |